# Le Soldat crucifié

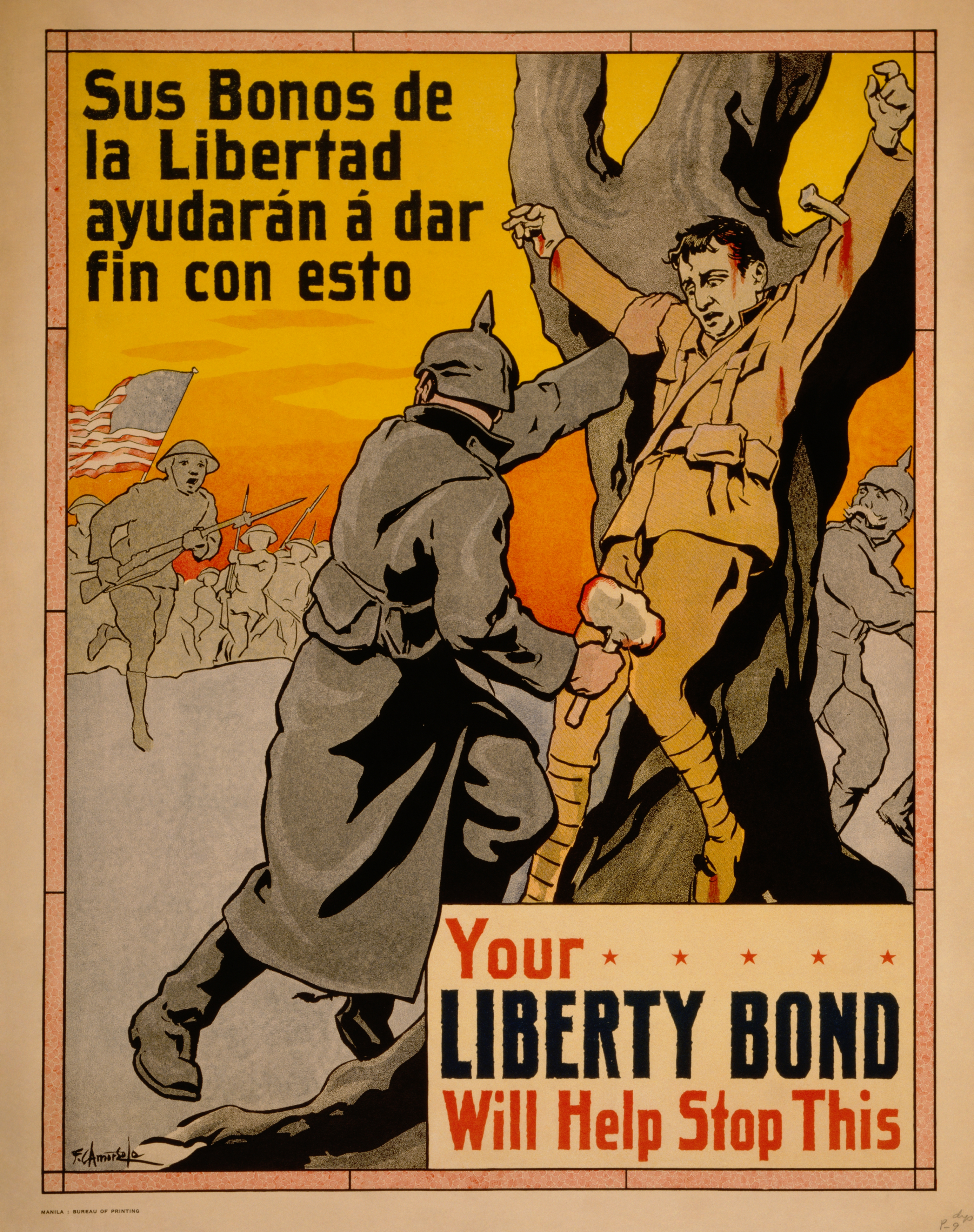
Propagande américaine sur une affiche d'obligations de guerre montrant le Soldat crucifié (Philippines).

Le Soldat crucifié (en anglais : The Crucified Soldier) se réfère à l'histoire d'un soldat allié servant dans le Corps canadien, qui aurait été crucifié à la baïonnette sur une porte de grange ou un arbre, alors qu'il combattait sur le front occidental pendant la Première Guerre mondiale.
Trois témoins ont dit avoir vu un homme crucifié, un soldat canadien dont l'identité est inconnue, près du champ de bataille de la Deuxième bataille d'Ypres en Belgique vers le 24 avril 1915, mais il n'y avait aucune preuve concluante qu'un tel crucifiement a effectivement eu lieu. Les témoignages étaient quelque peu contradictoires, aucun corps crucifié n'a été trouvé et aucune personne n'a pu définir l'identité du soldat prétendument crucifié.
Au cours de la Seconde Guerre mondiale, cette histoire a été utilisée par le Troisième Reich comme un exemple de la propagande britannique.